# 热那亚总督
热那亚总督，（利古里亚语：Duxe，拉丁语：Dux，意大利语：Doge，“热那亚领导者和护民官”），又译“热那亚公爵”，是神圣罗马帝国成员国、意大利城邦热那亚共和国的行政长官。1339年设立，1797年随共和国的灭亡而废除。1528年以前，总督是终身制，此后改为两年一届。“总督”是热那亚或威尼斯共和国被选举出的领导人，其名称“Doge”来自拉丁语“Dux”，是“领导人”之意，与一般意义上的“总督”或“公爵”不同。
热那亚共和国为寡头政体，因此总督全部来自于贵族阶层。热那亚总督事实上是由共和国内不同政治派别推举出的国家元首，管理热那亚的内政、防卫等事务。

## 历史

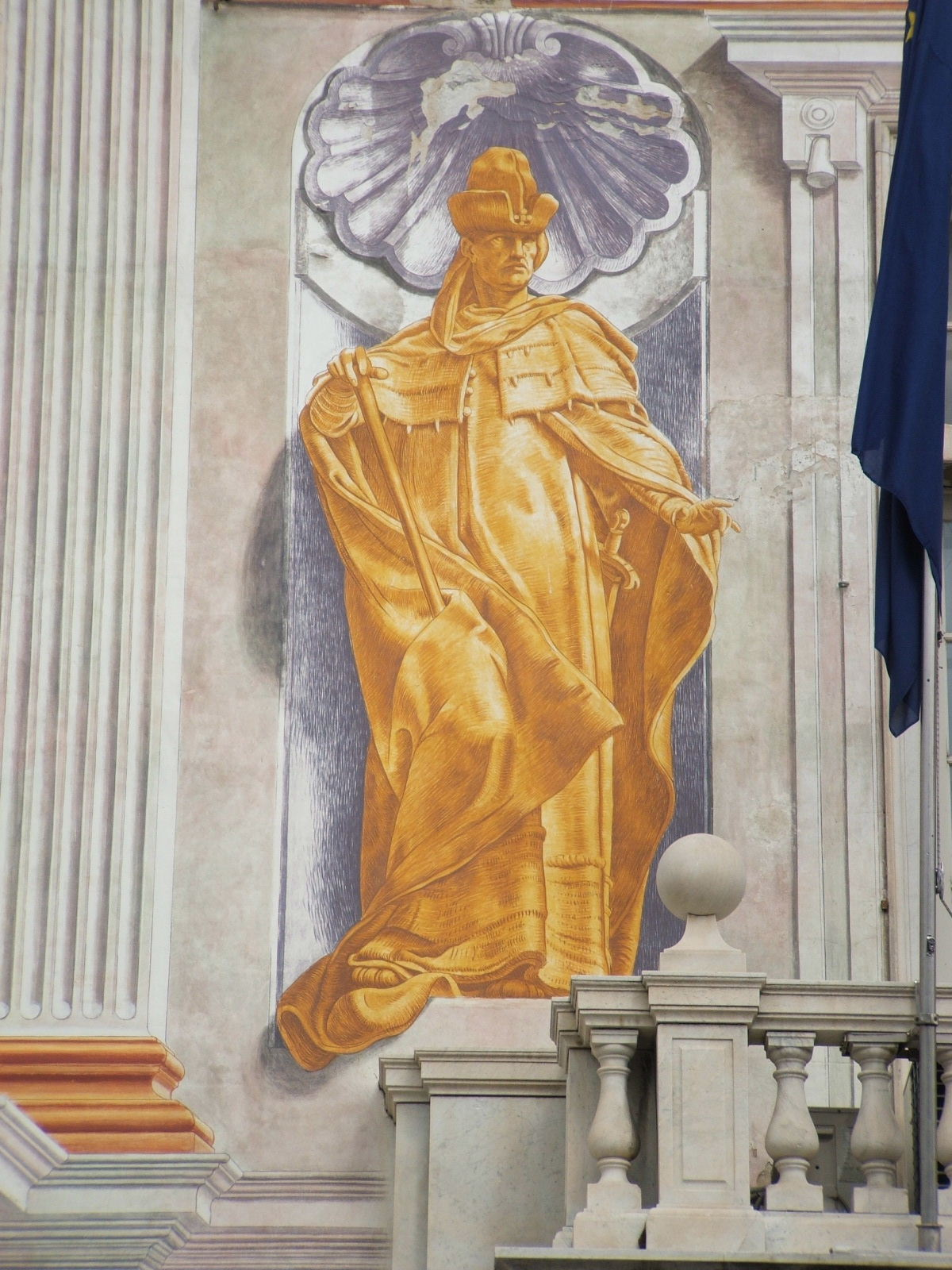
热那亚圣乔治宫的西蒙尼·波卡涅拉塑像

热那亚共和国于1096年左右建立，最初由几位执政官（拉丁語：consul）管理。1194年，热那亚效仿威尼斯共和国，设置了成员主要包括世俗贵族和教士的议会。14世纪初期，支持教宗的归尔甫派与支持神圣罗马帝国的吉伯林派在意大利各地发生冲突。热那亚此前曾是伦巴第同盟的成员，是归尔甫派据地之一。1314年开始，热那亚爆发内战。1331年两派停战，不过此后对归尔甫旧贵族不满的商人和平民进行了多次叛乱。热那亚人提出“我们应该有一位领导者”（"fiat dux"），并推举了西蒙尼·波卡涅拉（Simone Boccanegra）。最终波卡涅拉和他的支持者们控制了热那亚。在利古里亚语中，总督“duxe”即来自于拉丁语“dux”。
继任者乔瓦尼一世·默塔（Giovanni I di Murta）在位期间，共和国的影响力大大提升，热那亚的领土扩展至除摩纳哥和罗卡布鲁纳外的整个利古里亚。从他之后总督的职位固定下来。起初，热那亚人无意模仿威尼斯，但由于不愿接受世袭制，热那亚的总督由全民选举产生，直到1528年。
15－16世纪热那亚的商业受奥斯曼帝国和威尼斯的影响而衰落，外国统治成为常态。1463年开始，热那亚被米兰的斯福尔扎家族统治，除去1478-1488年间的两任总督外，总督制在1507年才恢复。16世纪初，热那亚处于法国瓦卢瓦王朝和西班牙王国的交替控制之下。法国和西班牙不仅直接占领，还分别迫使两任总督与其结盟，以至于奥塔维亚诺·弗莱格索（Ottaviano Fregoso）承认了法国对热那亚的宗主权。
1528年神圣罗马帝国海军将领安德里亚·多里亚驱逐了热那亚的法国人，重建了热那亚共和国，并且将其改为一个主要由帝国派领导的贵族共和国。从此总督的任期被限制为两年。这一制度一直延续到1797年拿破仑灭亡热那亚共和国时。
拿破仑建立的傀儡国家利古里亚共和国也以总督（義大利語：doge）为行政长官，唯一一位利古里亚总督是热那亚总督Marcello Durazzo之子Girolamo Luigi Durazzo。

## 选举和职权

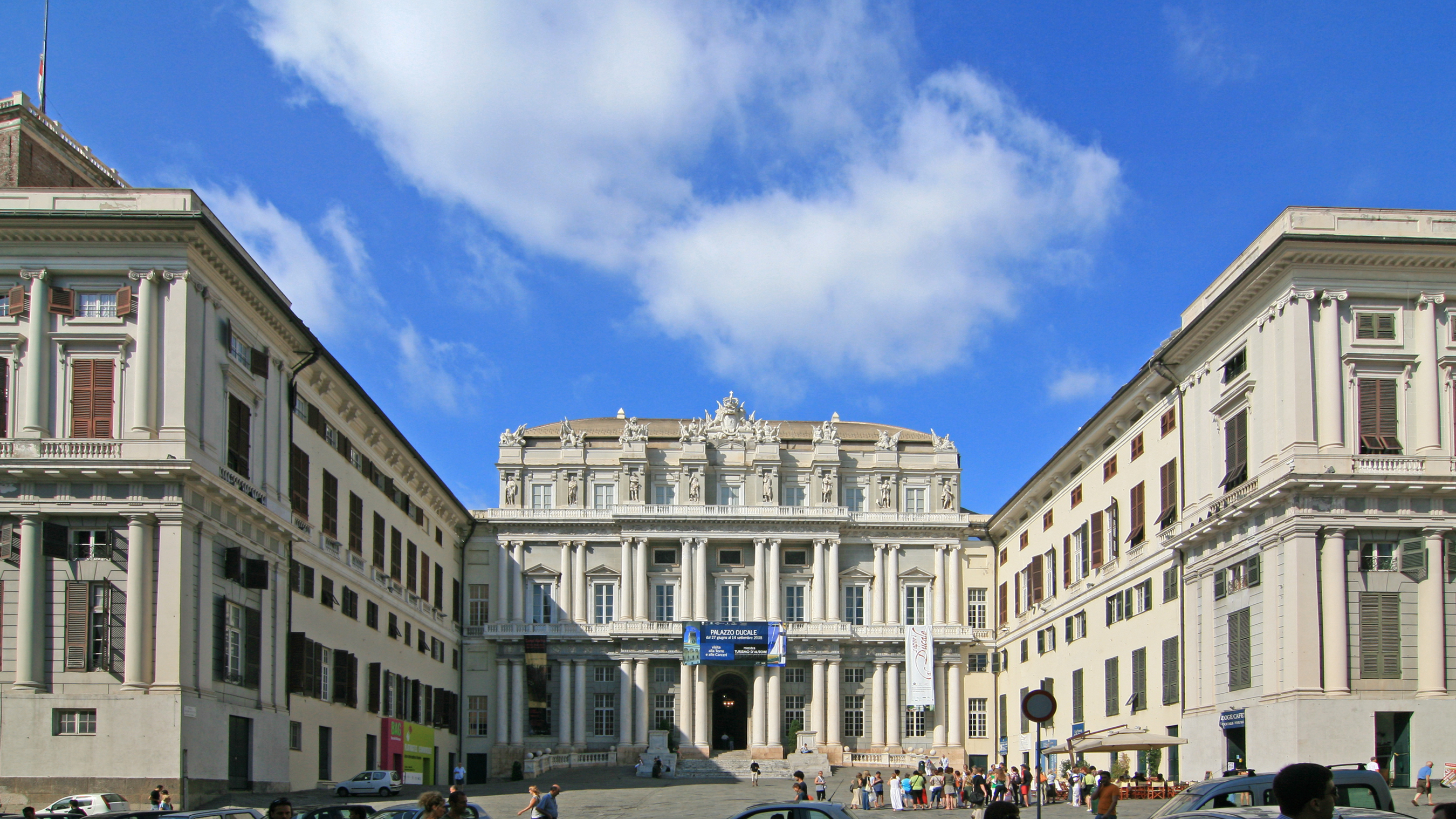
热那亚总督宫

1528年以前，总督名义上由人民选举产生，但真正合法选出的只有四位，且几乎所有总督都来自于分别支持教皇和帝国的弗莱格索（Fregoso） 家族与阿德尔诺（Adorno）家族。这一阶段的总督是终身制的，但仅有一位在任超过八年，大多数都被驱逐或迫于压力辞职。每一位总督都代表自己所在派别的利益，而热那亚内部尖锐的矛盾使其命令根本不能有效执行，甚至在1393年，总督彼得罗·弗雷格索（Pietro Fregoso）被选为总督后，仅一天就被迫辞职。总督执政效率低下，导致军事力量无法有效用于对海外贸易站点的保护，阻碍了商业的发展，这是共和国衰落的原因之一。
总督的权力并不为公民所信任。例如，西蒙尼·波卡涅拉在第二任期内将共和国从黑死病的破坏中恢复过来，重建了向东方的商路，并且平定了利古里亚各地的叛乱。但他个人影响力的增强招致了贵族与商人的不满，后来被迫退位。对总督的限制随时间推移而日渐增加：其决定必须得到议会批准，总督的个人预算受到严格的限制，并且任何总督都不能使用热那亚圣乔治银行的公共收入。
1528年安德里亚·多里亚改革后，热那亚建立起了一套类似威尼斯共和国的选举体制。议会选举出投票人，其中抽签选出的一部分将确定总督人选。与威尼斯总督不同的是，在热那亚，已担任过总督的人可以再次参选，例如末任总督Giacomo Maria Brignole，曾于1779-1781年、1795-1797年两次担任总督。另外，由于热那亚经常处于外国的控制下，许多总督是凭借法国或西班牙的支持而就职。在神圣罗马帝国，热那亚总督的地位相当于公爵。在热那亚获得科西嘉后，热那亚总督同时获得了“科西嘉总督和国王”的称号。